# Aglaophenia gracillima
Aglaophenia gracillima är en nässeldjursart som beskrevs av Fewkes 1881. Aglaophenia gracillima ingår i släktet Aglaophenia och familjen Aglaopheniidae. Inga underarter finns listade i Catalogue of Life.